# Biaudos
Biaudos är en kommun i departementet Landes i regionen Nouvelle-Aquitaine i sydvästra Frankrike. Kommunen ligger i kantonen Saint-Martin-de-Seignanx som tillhör arrondissementet Dax. År 2022 hade Biaudos 1 022 invånare.

## Befolkningsutveckling
Antalet invånare i kommunen Biaudos
Referens:INSEE